# 三条公輝
三条 公輝（さんじょう きんてる、明治15年（1882年）12月2日 - 昭和20年（1945年）11月10日）は、明治から昭和戦前期にかけての華族、貴族院議員。公爵。東京帝国大学法科大学政治科卒業。

## 経歴
三条実美の三男。母は鷹司輔煕の九女・治子。1892年（明治25年）に分家、男爵に叙爵。
しかし、実美の遺産は僅かで本家ともども窮乏。三条家に恩義がある尾崎三良が見かねて山縣有朋に掛け合い、宮内省から思召しとして1万円の公債を得ている。
1924年（大正13年）、甥・三条実憲（1902-1924）の急逝を受けて三条家の家督を相続し、公爵となる。貞明皇后と香淳皇后に仕え、宮内省皇后宮主事、皇太后宮事務官を歴任し、1933年（昭和8年）に掌典長に就任し、のち御所歌長を兼ねた。貴族院議員としては、1924年（大正13年）6月16日より、1945年（昭和20年）62歳で没するまでその籍にあった。
晩年に病に伏した際には、天皇、皇后、皇太后から御尋ねとして葡萄酒が下賜されたほか、死去にあたっては侍従の入江相政が遣わされ、天皇、皇后、皇太后から祭粢料が下賜された。

## 栄典
- 1892年（明治25年）2月19日 - 男爵[6]

位階
- 1902年（明治35年）12月20日 - 従五位[7]
- 1915年（大正4年）12月28日 - 従四位[8]

勲章等
- 1940年（昭和15年）8月15日 - 紀元二千六百年祝典記念章[9]

## 子女
妻は多栄子（毛利元敏の娘） 
後妻は静子（正親町実正の娘）。
- 三条実春（1913-1990）嫡男、陸軍中尉。公爵。
- 博子（男爵徳川義寛妻）
- 光子（竹田宮恒徳王妃）
- 修子（男爵浅野忠充妻）